# Haecky Holding
Die Haecky Holding AG mit Sitz in Reinach ist ein auf den Lebensmittelimport und -Vertrieb spezialisiertes Schweizer Grosshandelsunternehmen mit eigenen Produktionsstandorten. Die Hauptaktivitäten umfassen den Vertrieb von Schaumwein, Champagner und Spirituosen, Markenspezialitäten im Nahrungsmittelbereich sowie Pilzen. Darüber hinaus ist die Unternehmensgruppe mit der 1871 gegründeten Sandro Vanini SA in Rivera auf die traditionelle Verarbeitung von kandierten Früchten aller Art spezialisiert.  Die Haecky-Gruppe beschäftigt nach letzt bekanntem Stand rund 270 Mitarbeiter und erwirtschaftete 2018 einen Umsatz von 100 Millionen Schweizer Franken.

## Geschichte
Das Familienunternehmen wurde 1916 durch Jean Haecky sen. in Luzern gegründet. Dieser war seit 1906 als Hotelbesitzer hauptsächlich im Tourismusbereich tätig. Während der tourismusschwachen Kriegszeit stieg er ins Importgeschäft von Nahrungsmittel, Wein und Spirituosen ein. 1919 siedelte das Unternehmen nach Basel über. 1960 wurden die Bereiche Food und Drink in zwei Geschäftseinheiten aufgeteilt und 1974 der Sitz nach Reinach verlegt. Mit der 1980 getätigten Übernahme des Tessiner Traditionsunternehmens Sandro Vanini SA weitete Haecky die Aktivitäten auf die Lebensmittelverarbeitung auf dem Gebiet der Süsswaren aus. Ab den 1990er Jahren folgten verschiedene weitere Übernahmen, die wichtigste im Jahr 2000 mit dem Kauf der Zürcher Weinfirma C. August Egli AG, wodurch der damalige Umsatz von 95 auf rund 160 Millionen Franken gesteigert werden konnte. Im Jahr 2013 kam der Kauf der Deliciel AG in Birmenstorf hinzu, ein auf die Herstellung und den Vertrieb von Back- und Konditoreiwaren spezialisiertes Unternehmen mit eigener Logistikplattform und Tiefkühllager. Im gleichen Jahr zog sich Haecky aus dem Weingeschäft zurück und feierte im Jahr 2016 ihr 100-jähriges Bestehen. Im Jahr 2018 übernahm die zur Haecky Gruppe gehörende Deliciel zahlreiche Produktionsmaschinen sowie die Marke Ritz.